# Renuncio
Renuncio – singel hiszpańskiej wokalistki Ruth Lorenzo z albumu Planeta Azul, napisany przez nią samą. Utwór został wydany 17 lutego 2015 w Hiszpanii w dystrybucji cyfrowej.

## Lista utworów
1. „Renuncio” – 3:47
2. „Renuncio (Piano y Voz)” – 3:35
3. „Renuncio (Christoffer Lauridsen Radio Remix)” – 3:57
4. „Renuncio (Xavi Huguet Radio Remix)” – 4:30
5. „Renuncio (Demo Version)” – 1:32

## Notowania na listach przebojów
| Kraj      | Lista (2015)   | Najwyższa pozycja |
| --------- | -------------- | ----------------- |
| Hiszpania | Top 50 Singles | 48                |

## Wydanie
| Państwo   | Data           | Format              |
| --------- | -------------- | ------------------- |
| Hiszpania | 17 lutego 2015 | dystrybucja cyfrowa |